# Trassenheide
Trassenheide est une commune de l'arrondissement de Poméranie-Occidentale-Greifswald, Land de Mecklembourg-Poméranie-Occidentale.

## Géographie

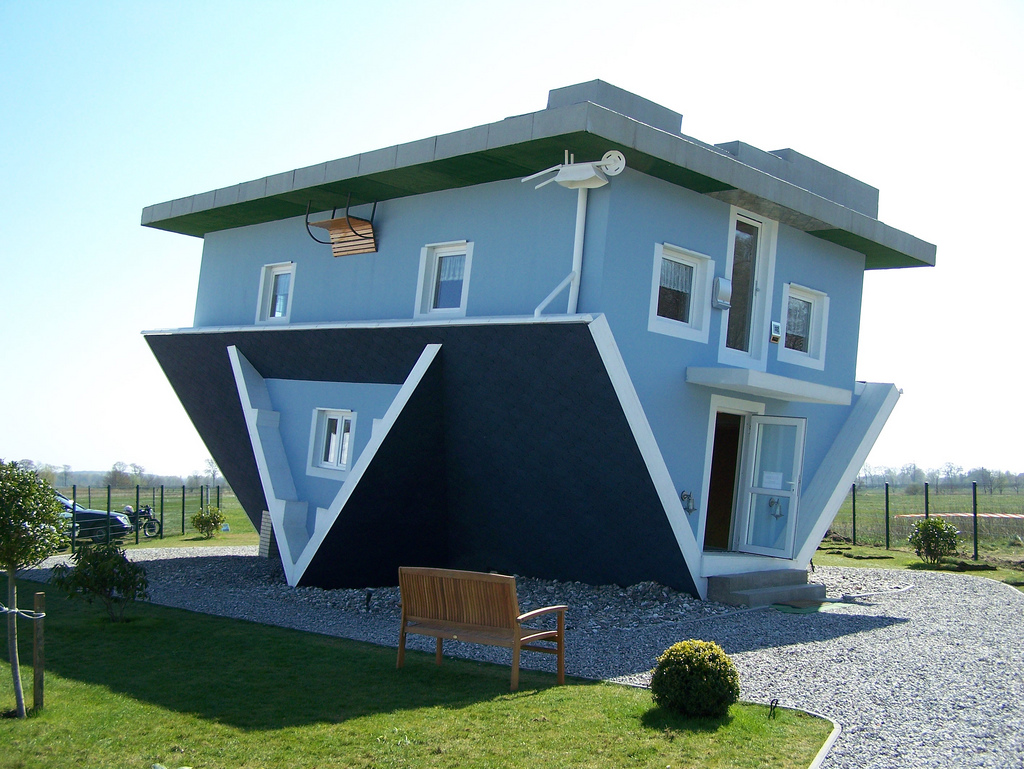
Die Welt steht Kopf

La commune est une petite station balnéaire située sur l'isthme de l'île d'Usedom.
Elle se situe sur l'Usedomer Bäderbahn, une ligne ferroviaire ouverte l'été.

## Histoire
La commune est mentionnée la première fois en 1786 sous le nom de "Hammelstall", "bergerie", car il s'agit d'un village construit autour d'une grande bergerie pour prévenir des inondations de la mer Baltique.
Après les Traités de Stockholm en 1720, Hammelstall appartient au Royaume de Prusse. Après la réforme administrative de 1815, il est rattaché à l'arrondissement d'Usedom-Wollin dans la province de Poméranie.
En 1908, alors que le tourisme balnéaire commence à se développer, le village prendre le nom de "Trassenheide", "lande des tracés". En 1928, elle devient une commune indépendante.
Le 17 et 18 août 1943, la commune est bombardée par les Anglais. L'opération Hydra (en) vise le port de Peenemünde et le centre de recherche de l'armée nazie (de) voisin. 621 détenus du camp de travail sont tués.